# 2017년 10월 죽음
다음은 2017년 10월에 사망한 저명한 인물 목록이다.
- 10월 2일 - 미국의 가수 톰 페티
- 10월 3일
  - 대한민국의 스포츠인 김운용
  - 이라크의 정치인 잘랄 탈라바니
- 10월 5일 - 프랑스의 배우이자 작가 안 비아젬스키
- 10월 6일 - 대한민국의 모델 이의수
- 10월 8일 - 미국의 야구인 돈 록
- 10월 9일 - 대한민국의 기업인 정재원
- 10월 10일 - 대한민국의 축구감독 조진호
- 10월 11일 - 일본의 영화배우 하시모토 치카라
- 10월 14일 - 대한민국의 영화배우 김보애
- 10월 15일 - 대한민국의 바둑기사 심종식
- 10월 16일 - 대한민국의 배우이자 가수 황치훈
- 10월 17일 - 프랑스의 배우 다니엘 다리외
- 10월 18일 - 필리핀의 추기경 리카르도 비달
- 10월 21일 - 대한민국의 야구선수 박은진
- 10월 24일 - 미국의 영화배우 로버트 기욤
- 10월 28일 - 대한민국의 작가 임충
- 10월 30일
  - 대한민국의 배우 김주혁
  - 대한민국의 가수 도민호